# Mont Maiji
Le mont Maiji (chinois simplifié : 麦积山 ; chinois traditionnel : 麥積山 ; pinyin : mài jī shān) est situé dans la province chinoise du Gansu, à 30 km de la gare de Tianshui. Il fait partie des monts Qinling et culmine à 1 742 m d'altitude.

## Grottes du mont Maiji
Les grottes du mont Maiji (chinois simplifié : 麦积山石窟 ; chinois traditionnel : 麥積山石窟 ; pinyin : mài jī shān shí kū) font partie des quatre principales grottes de Chine (avec celles de Longmen, de Yungang et de Mogao).
Il s'agit d'un ensemble de 194 grottes percées dans la paroi de la montagne; elles contiennent plus de 7 200 sculptures bouddhistes et plus de 1 000 m2 de peintures murales. Leur construction a débuté sous les Qin postérieurs (Seize Royaumes 384 — 417).
Parmi les grottes les plus remarquables, la grotte 133 s’impose par ses dimensions : environ 15 mètres de large, 13 mètres de profondeur et 6 mètres de haut.
Le site fait partie du réseau de la Route de la soie sur la liste du patrimoine mondial de l'UNESCO.

## Histoire
Fondé par un maître dhyāna Xuangao dans la première partie du Ve siècle, le mont Maiji et ses grottes deviennent rapidement un site majeur du bouddhisme dans la tradition des caves et grottes bouddhiste du bassin du Tarim et d'Asie centrale.
L'excavation de la grotte débute durant la période de la dynastie Wei du Nord et est ensuite restaurée sous les Song. Plusieurs statues sont intégrées dans la grotte à des périodes différentes. Le bouddha de 3,5 m date de la dynastie Tang (618-906) tandis que les plus petites loges le long du mur datent des périodes Wei (Ve siècle).

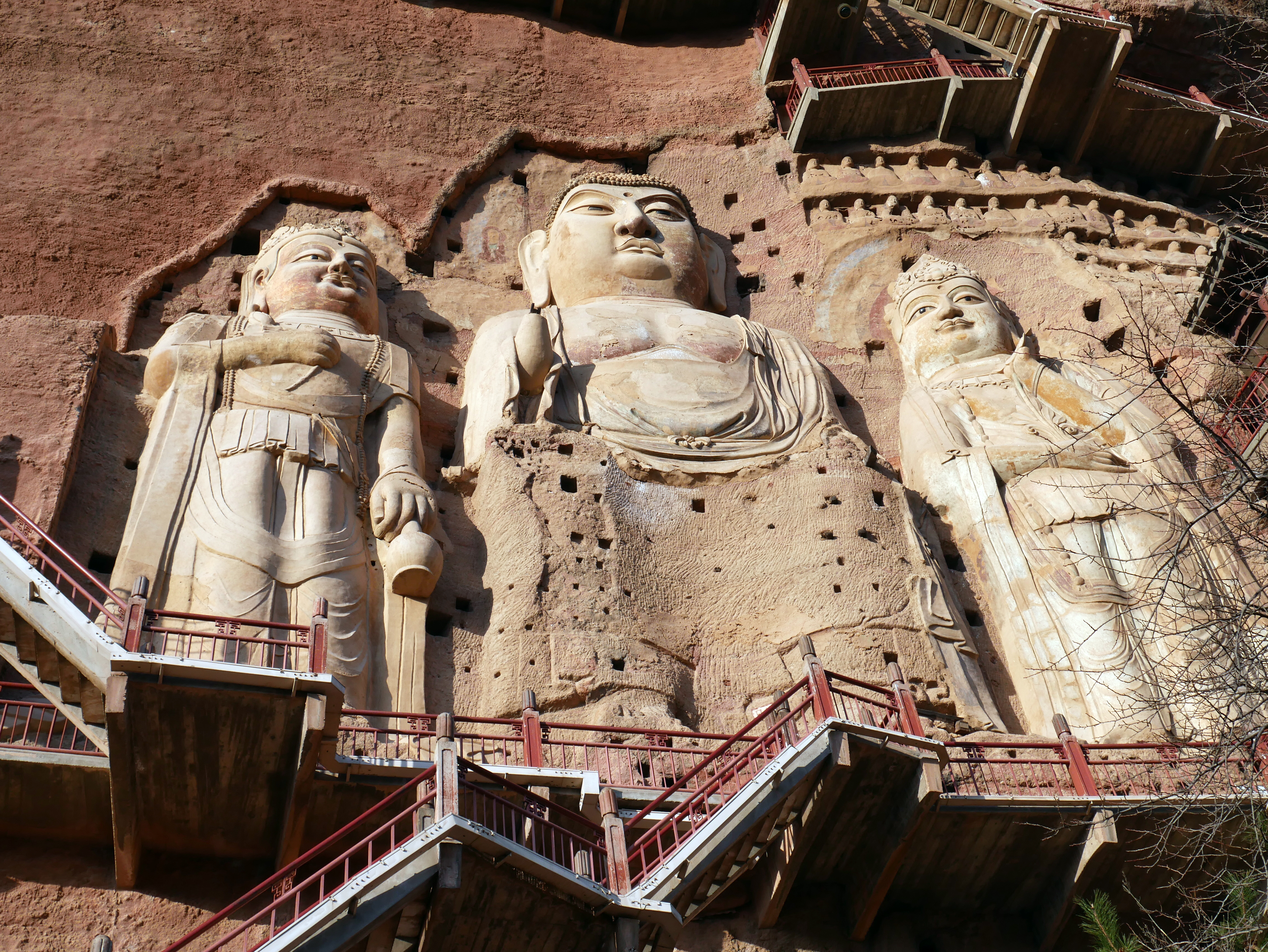
Bouddha géant dominant l'entrée de la grotte.
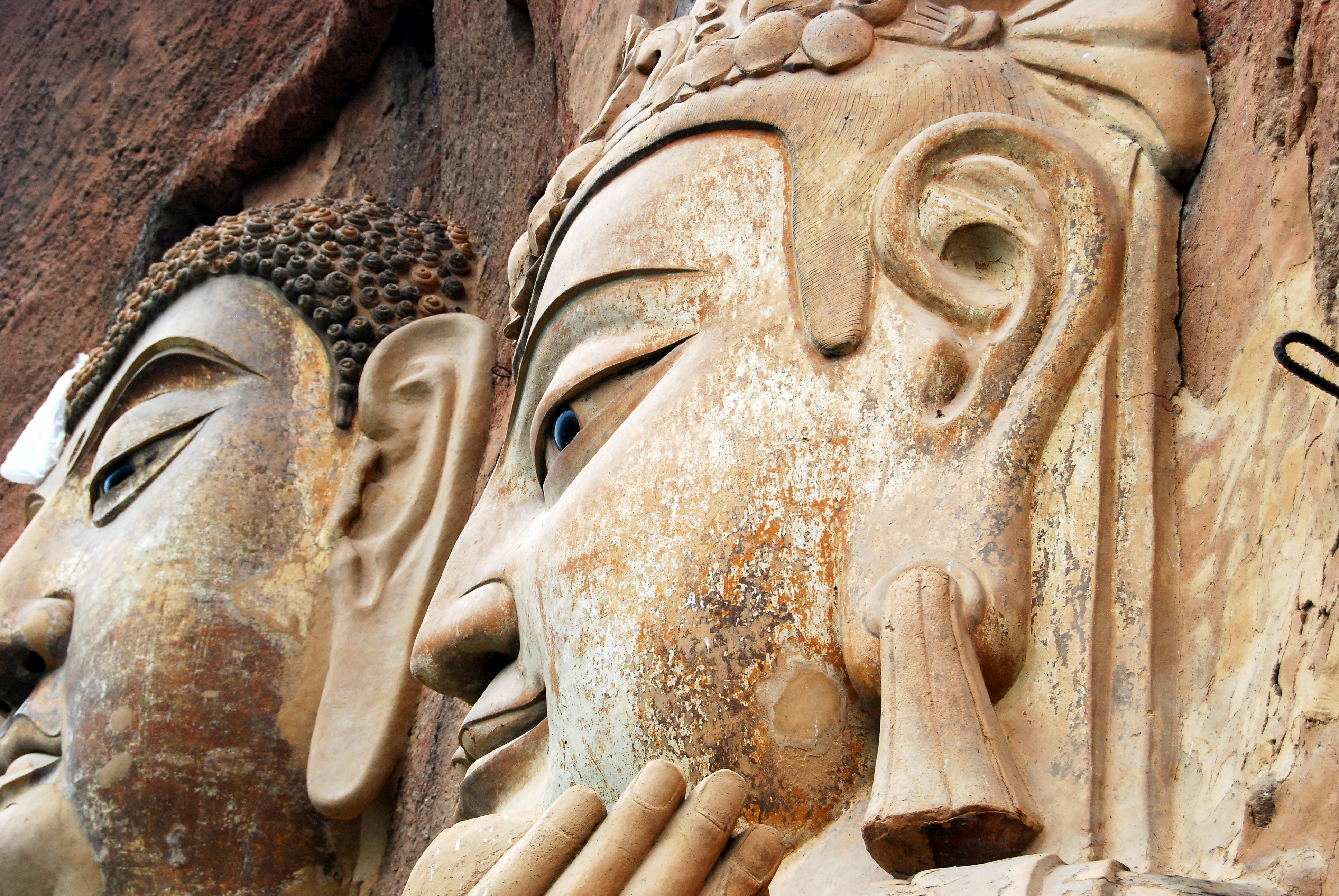
Détail des bouddha géants.

## Contenu des grottes
Un des éléments distinctifs du site réside dans ses stèles bouddhiques. Les stèles de Maijishan, datées principalement de la période des Wei du Nord, sont des dalles de pierre sculptées mesurant entre un et deux mètres de haut, avec une largeur comprise entre 50 centimètres et un mètre. La majorité de ces stèles sont décorées sur une seule face, souvent conçues pour être placées contre les parois des grottes. Leurs motifs, majoritairement bouddhiques, incluent des représentations du Bouddha en méditation, des bodhisattvas, ainsi que des scènes inspirées des sutras.

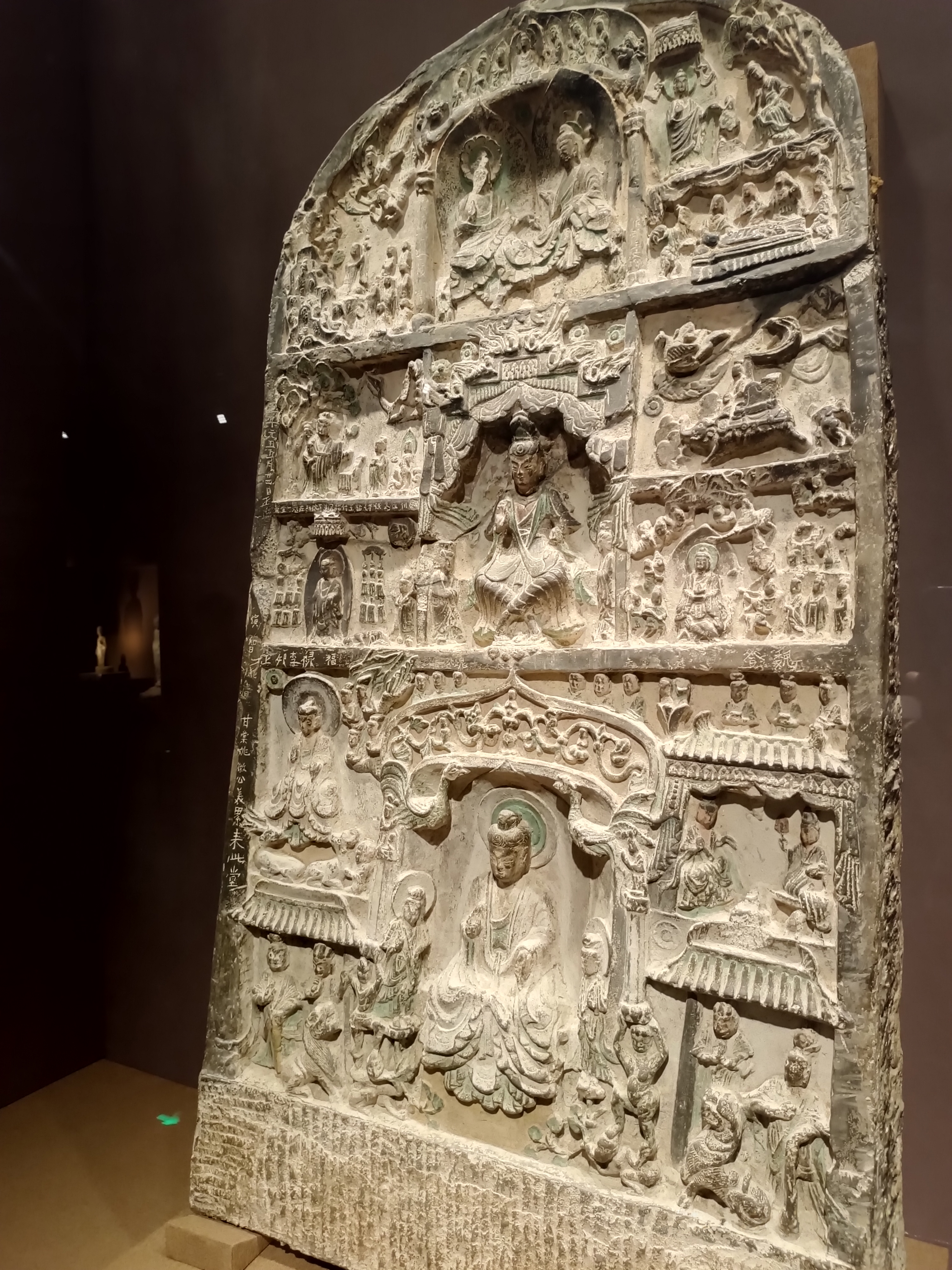
Stèle de l'époque des Wei du Nord.
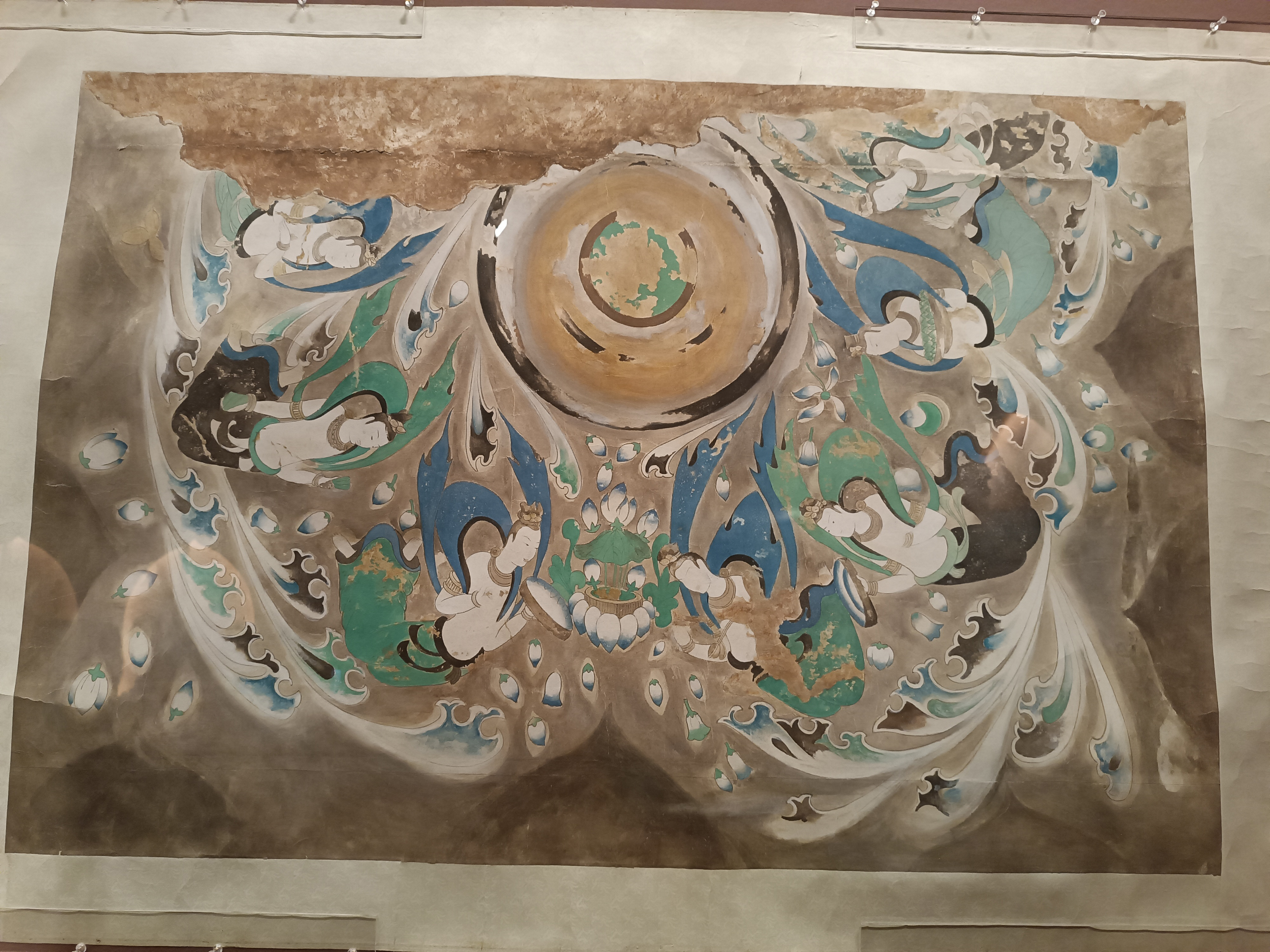
Peinture murale préservée.
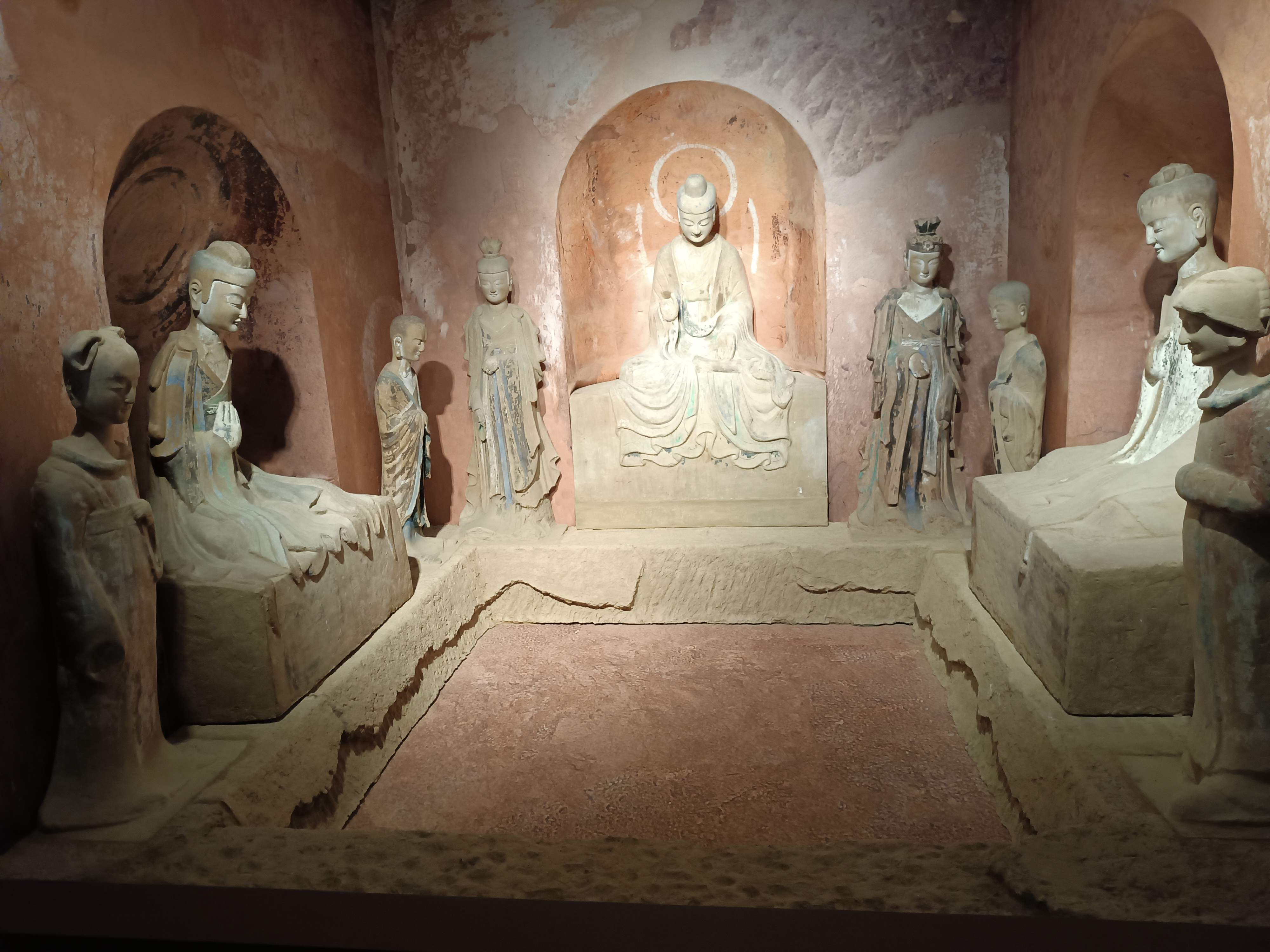
Chappelle de prière reconstituée au sein du musée de Nanshan.
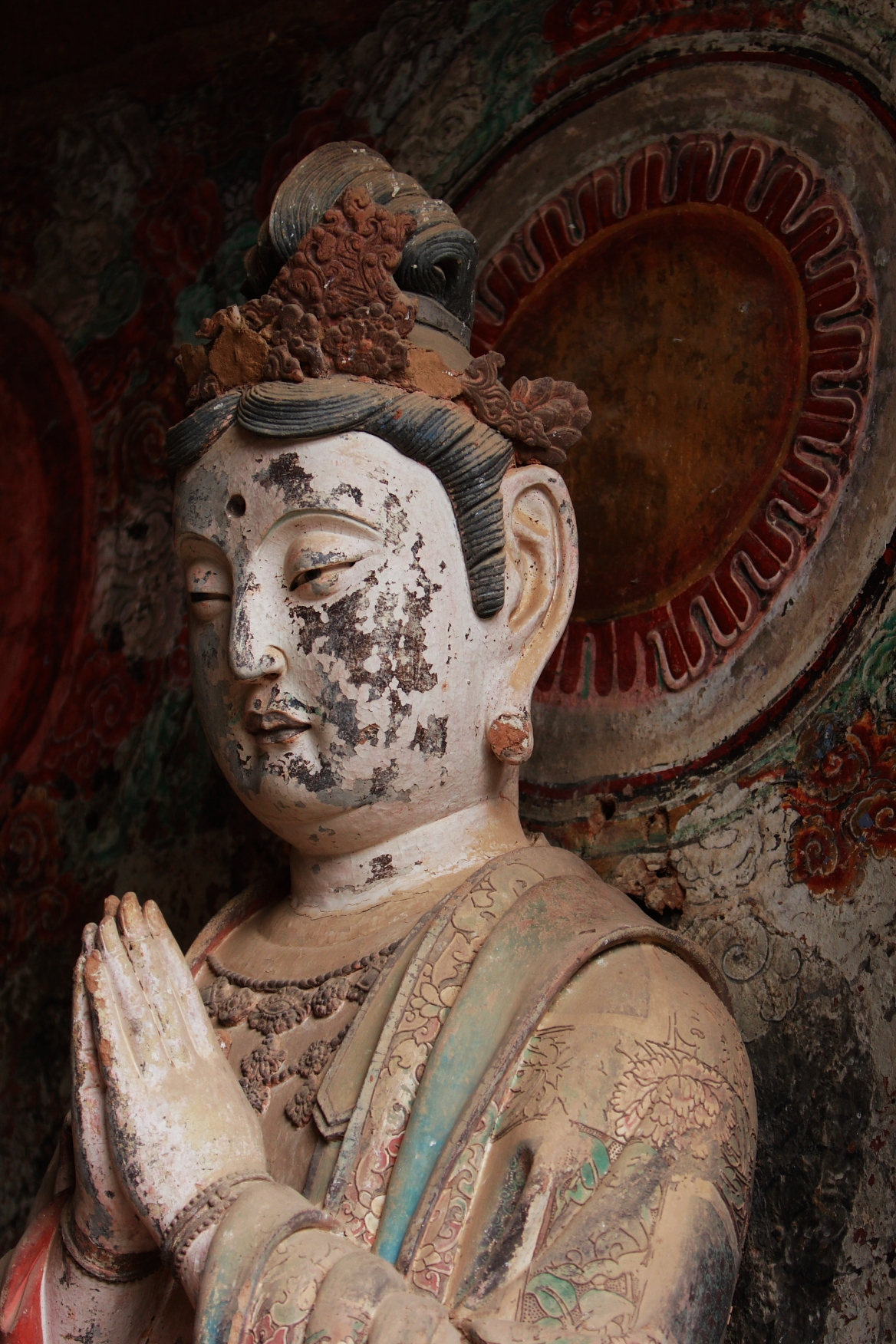
Bodhisattva situées à l'intérieur d'une des grottes.
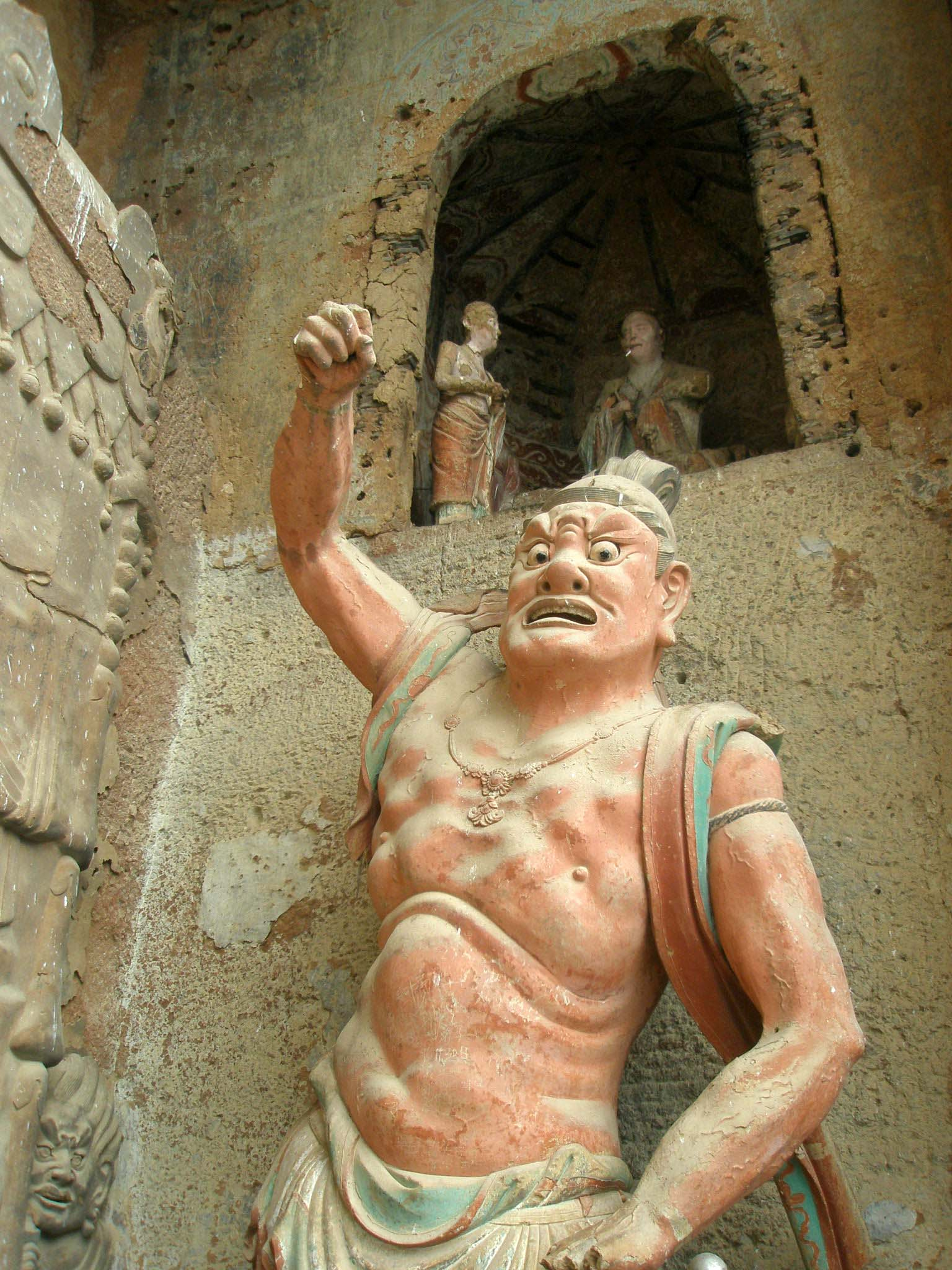
Sculpture située à l'intérieur d'une des grottes.
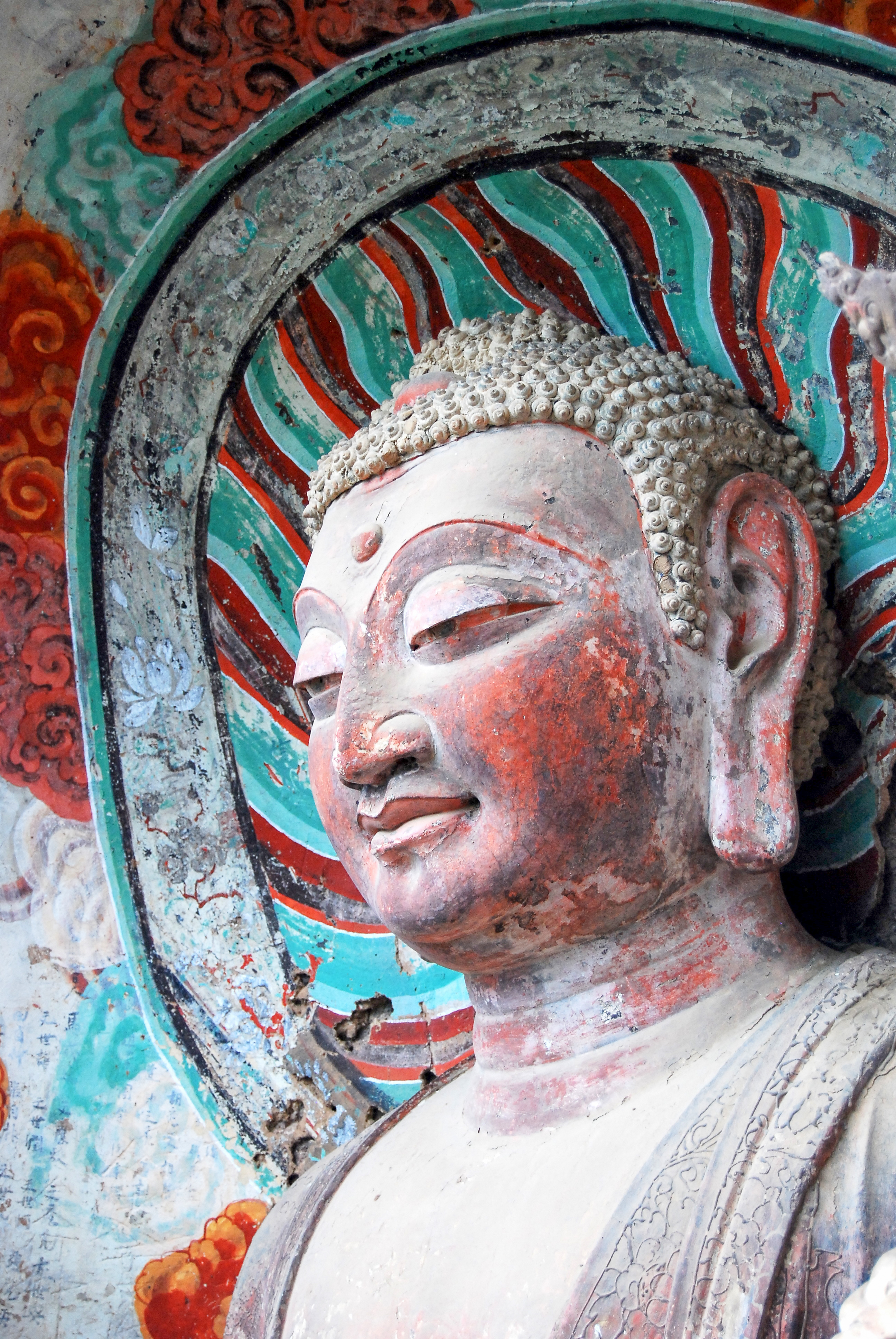
Bouddha en couleur.
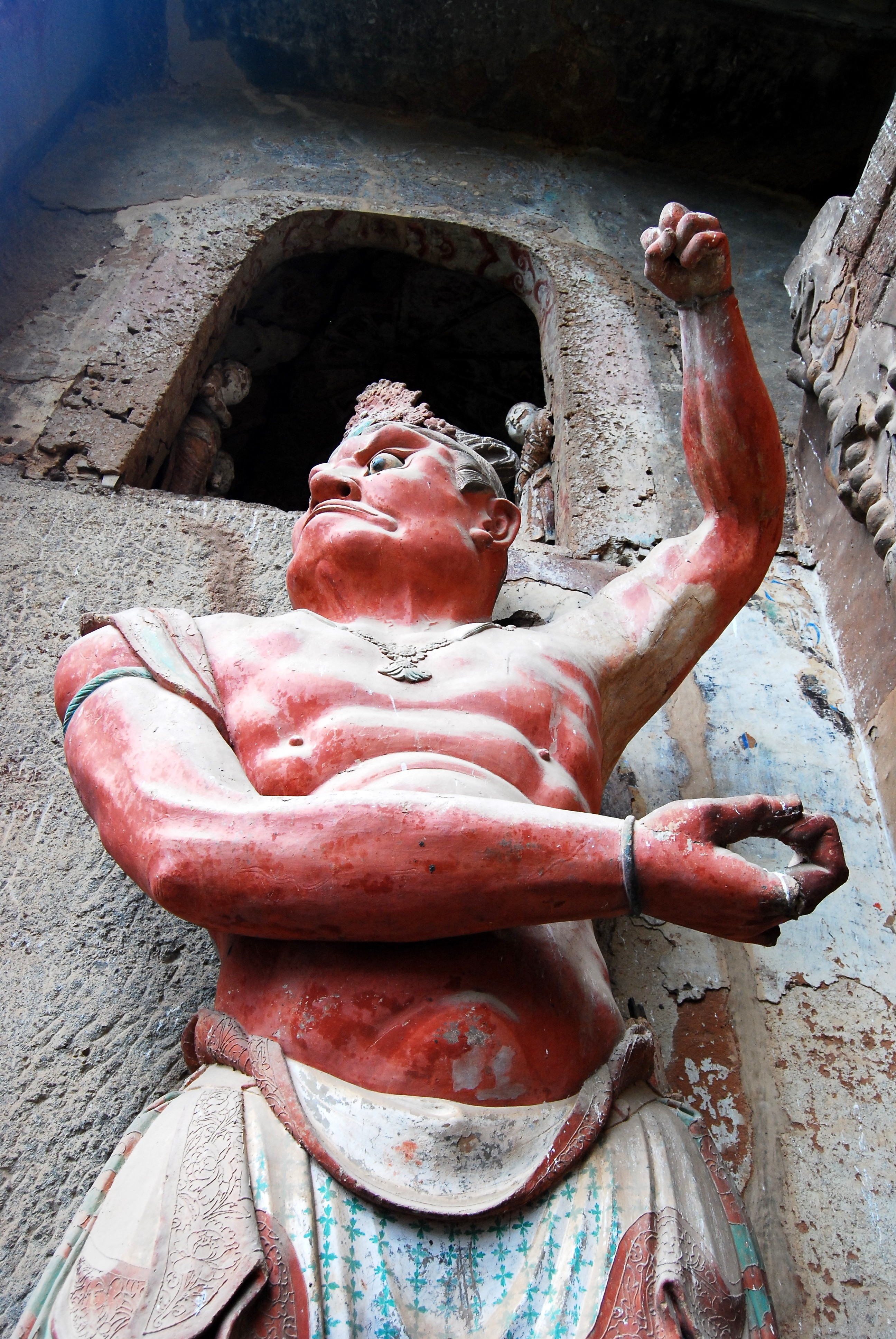
Sculpture en couleur.

## Style artistique
Les sculptures et peintures qui ornent ces grottes, bien que souvent restaurées, constituent un témoignage inestimable de l’évolution des styles artistiques bouddhiques et de leurs influences. Le style des Wei du Nord, en particulier, y est clairement identifiable, combinant des éléments d’art occidental, hérités de l’Inde et de l’Asie centrale, à des motifs sinisés caractéristiques.

## Parc national du mont Maiji
La parc paysager du mont Maiji (麦积山风景名胜区) a été proclamé parc national le 8 novembre 1982.